# Амангельди (Єнбекшиказахський район)
Амангельди́ (каз. Амангелді) — село у складі Єнбекшиказахського району Алматинської області Казахстану. Входить до складу Саймасайського сільського округу.
У радянські часи село називалось «Тастикара».
Населення — 2163 особи (2021; 1962 у 2009, 1739 у 1999, 1656 у 1989).